# Risto Stijović
Risto Stijović (en serbe cyrillique : Ристо Стијовић ; né le 8 octobre 1894 à Podgorica et mort le 20 décembre 1974 à Belgrade) était un sculpteur serbe. Il était membre de l'Académie serbe des sciences et des arts.

## Biographie
Risto Stijović a étudié la sculpture à l'École des beaux-arts de Belgrade de 1912 à 1914 ; il se rendit ensuite à Marseille en 1916 et 1917 puis à l'Académie des beaux-arts de Paris, où il étudia de 1917 à 1923.
Stijović rentra à Belgrade en 1928, où il devint membre du groupe d'artistes Oblik tout en enseignant dans un lycée.
En 1962, il devint membre de l'Académie serbe des sciences et des arts.

## Expositions
- Paris, 1919 ;
- Belgrade en 1928 et 1930 avec Petar Dobrović et Nikola Dobrović ;
- Rétrospectives à Belgrade en 1936, 1951 et 1969.

## Œuvres
Parmi les créations de Risto Stijović figurent le Monument à Franchet d'Espèrey à Belgrade (1936), ainsi que des sculptures pour le bâtiment du ministère des Transports à Belgrade (1927-1931).
L'artiste est représenté notamment dans les collections du Musée d'art contemporain de Belgrade, du Musée national de Kragujevac et du Musée d'histoire de la Yougoslavie.